# José Oriol Cardús Almeda
Josep Oriol Cardús Almeda (Barcelona, 25 de diciembre de 1914 - San Cugat del Vallés, 3 de enero de 2012) fue un físico y jesuita catalán. 

## Biografía
Ingresó en la Compañía de Jesús, que en 1930 le envió a Italia donde se licenció en filosofía. Después se licenció en teología en la Facultad Pontificia de Dublín. Volvería posteriormente a España y se licenció en ciencias físicas por la Universidad de Barcelona.
En 1942 empezó a trabajar en el Observatorio del Ebro (Roquetes). En julio de 1949 fue nombrado jefe de las secciones de Magnética y Heliofísica. En 1987 sería también jefe de la sección de Sísmica. De 1952 a 1971 fue vicedirector del Observatorio y director de 1971 a 1985. Destaca su trabajo sobre geomagnetismo y variaciones magnéticas de origen externo.
Formó parte de la expedición a Guinea española para observar el eclipse total de sol de 1952. Durante el Año Geofísico Internacional (1957-1958) colaboró en la puesta en marcha de los observatorios de Stonyhurst (Reino Unido) y Addis Abeba (Etiopía). Después fue nombrado presidente de la Comisión Nacional de Geodesia y Geofísica y de la Sección de Geomagnetismo de esta Comisión. Fue vocal de la Comisión Nacional de Astronomía y del Comité Científico Técnico de la CONIE.
Fue vicepresidente del Comité Internacional para el Modelo magnético mundial. Fue miembro de la Unión Americana de Geofísica, de la Academia de Ciencias de Nueva York, consejero del Patronato Alfonso el Sabio del CSIC y miembro de honor (1988) y vicepresidente de la Asociación Internacional de Geomagnetismo y Aeronomía. Fue oficial de las Palmas Académicas de Francia. En 1985 fue nombrado académico de la Real Academia de Ciencias Exactas, Físicas y Naturales, en la que ingresó en 1988 con el discurso El Geomagnetismo, ciencia en progreso. En 2004 recibió la Medalla al Mérito Científico de la Universidad Ramon Llull
En abril de 2011 se trasladó a la residencia de la Compañía en San Cugat del Vallés, donde murió en enero de 2012.

## Obras
- Sobre la ley de las fases en los corrientes telúricos (1950)
- Nota relativa a la actividad solar, geomagnética e ionosférica (1956)
- Determinación de la influencia de la luna en la declinación en Moca (Fernando Poo) (1975)